# Тапсос

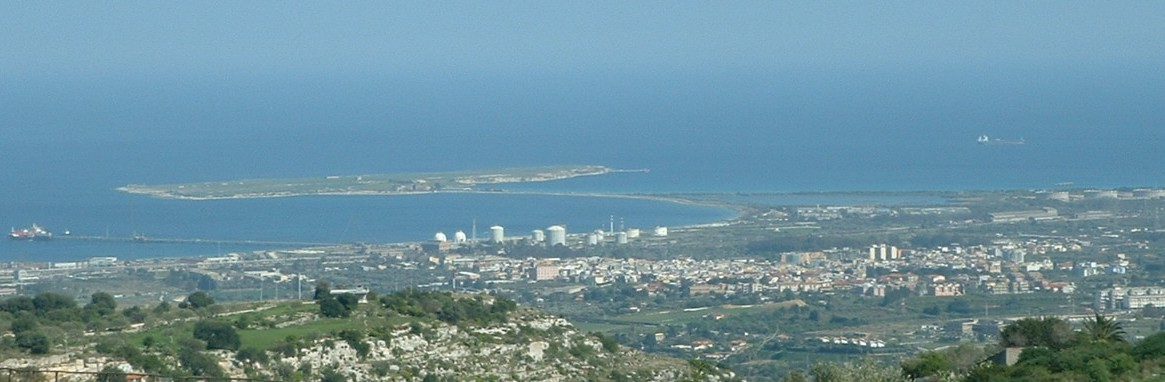
Полуостров Магнизи

Культура Тапсос (Фапсос), или Тапсосская (Фапсосская) культура, — доисторическая цивилизация о. Сицилия, засвидетельствованная археологическими находками на полуострове Магнизи между городами Августа и Сиракузы. Древние греки называли эту местность Тапсос, откуда и название культуры.
Культура процветала в эпоху среднего бронзового века, 1500—1200 гг. до н. э., в основном на прибрежных территориях Сицилии, однако следы культуры обнаружены и в окрестностях Калатино.
Культурой Тапсос интересовались такие известные итальянские археологи, как Паоло Орси и Луиджи Бреа. История культуры делится на 3 стадии: Тапсос I (до возникновения культуры Панталика), Тапсос II (одновременно с Панталикой) и Тапсос III (поздний бронзовый век).
Погребения в некрополях различны — от просторных могил до гротов, вырубленных в скалах, нередко в форме толоса (возможно, данная форма заимствована у Микенской цивилизации).
Немногочисленные обнаруженные поселения состоят из домов, в основном круглых (некоторые — прямоугольные), окружённых защитными сооружениями из камня. Обнаружены следы использования гончарного круга, а также металлические предметы. Жители занимались сельскм хозяйством, скотоводством, охотой и рыболовством.
Имеются свидетельства торгового обмена — амфоры и бронзовое оружие микенского происхождения. Также установлено наличие связей с культурой Эолийских островов и Апеннинской культурой.
Имеется также собственная керамическая продукция различных оттенков от серого до коричневого, а также собственное бронзовое оружие с влиянием эгейского мира.
Согласно Геродоту, когда Дедал бежал с Крита, он нашёл убежище на Сицилии у Кокала, царя сиканов, а когда царь Крита Минос прибыл на Сицилию, чтобы вернуть Дедала, дочери Кокала обманом убили его. Эта легенда является косвенным свидетельством контактов между Критом и Сицилией уже в тот период.